# Exile on Main Street (Odaát)
Az Exile on Main Street  az Odaát című televíziós sorozat hatodik évadának első epizódja.

## Cselekmény
Egy év telt el azóta, hogy a Winchester fivérek véget vetettek az Apokalipszisnek, és Sam feláldozta magát, hogy Lucifert visszazárják a Pokolba. Azóta Dean Lisával és annak kisfiával, Bennel él Indianában. Noha Dean felhagyott a vadászattal és élete teljesen normálissá vált, bejáratukat démoncsapda őrzi, ágyuk alatt pedig szenteltvizet tart. 
Meló után, egyik este Dean egy bárban iszogat Sid barátjával, aki korábbi életéről faggatja, ő azonban kitér a válasz elől, azzal rázza le, hogy gánya munkákat végzett, rovarirtó és nagy utazó volt. Megjelenik Brigitta, a pincérlány a számlával, megsimogatja Deant, és a cetlire felírja neki a telefonszámát. Miután elköszönt Sidtől, Dean egyedül indul haza, a bár előtt azonban kiáltást hall, noha hiába tér be egy közeli építés alatt álló épületbe, nem talál ott semmit, csak karmolásnyomokat. Másnap azonban a környéken ismét hasonlóakra bukkan, és mikor ként is felfedez a szomszéd fészerben, Lisát és Bent moziba küldi, ő maga pedig feltárja rég nem használt Impalája csomagtartóját, és fegyverkezni kezd. Ekkor azonban egy ismerős arc jelenik meg; Azazel, aki torkon ragadja Deant. 
Ezt követően a fiú egy sötét helyiségben ébred, mellette öccsével, Sammel. Kiderül, hogy Deant egy dzsinn megmérgezte, ezért hallucinált ezt-azt korábban -ám már megkapta az ellenszert- illetve Sam azt is elárulja neki, hogy ismeretlen körülmények közt már egy éve visszajött a Pokolból, utóbbitól Dean egy kicsit begurul. Sam átvezeti bátyját a másik szobába, ahol bemutatja neki unokatestvéreiket, akikről korábban nem is tudtak: Christian, Mark és Gwen a Campbell családhoz tartoznak és mindnyájan vadászok. Ekkor azonban egy Samhez hasonlóan, halálból visszatért rokon toppan be: Samuel Campbell, a Winchesterek nagyapja. Ő is Sammel egyidőben támadt fel, és belekezdett rokonaival, hogy rendet teremtsenek az Apokalipszis utáni káoszban. Szerinte az elmúlt egy éven belül rengeteg új természetfeletti lényt fedeztek fel, amikről korábban nem is tudtak. 
Amint Dean tudomást szerez róla, hogy a dzsinnek valószínűleg bosszúból keresték meg őt, azonnal hazasiet, hogy családját biztonságban tudja, ám senkit nem talál otthon, viszont negyedik kuzinja, Johnny -akit Samuelék küldtek őrködni- holttestét a ház előtti kocsiban találják. Később megérkezik Lisa és Ben is, akik Dean korábbi kérésére moziba mentek, őket a srácok Bobbyhoz viszik, akitől mint kiderül, végig tartotta a kapcsolatot Sammel, de állítása szerint azért nem szólt róla Deannek, mivel a történtek után boldogan élt, nem akarta megzavarni. A fiú válaszul úgy felel, nem volt teljes a boldogsága; nem tudta elfogadni öccse halálát, és családját sem tudhatta biztonságban múltja miatt. Ezért négyszemközt beszél Lisával, és bocsánatot kér tőle, mire a nő azt mondja, az elmúlt egy év volt a legszebb neki, és végre Bennek is lett egy igazi apja, akire felnézhet. 
Dean, Sam és a Campbellek visszatérnek Dean házához, ahol a dzsinnek még mindig lesben állnak, ezért úgy tervezik, levadásszák azokat. A vadászok úgy vélik, Deannek igenis folytatnia kéne ezt a "szakmát", hiszen nagy tehetsége van ehhez, ám ő ellenkezik. Végül csalinak kettesben marad Sammel -aki a kérdésre nem szeretne beszélni a Pokolban töltött idejéről-, amikor is észreveszik, hogy Sidet és feleségét megtámadták. Dean azonnal átrohan a szomszédba, ahol már csak Sidet találja életben, mégis eszméletlenül, ám egy dzsinn elkapja, és egy másik -Brigitta, a korábban pincérnőként megismert nő- érintésével ismét megmérgezi, amitől a fiú újra hallucinálni kezd; Lisát látja, ahogy Azazel őt is felégeti, ahogy egykor anyját is. Eközben Sam golfütővel megöl egy harmadik szörnyeteget, majd mikor őt is megtámadná a másik két dzsinn, Samuel jelenik meg, leszúrja egyikőjüket, majd unokáival elfogja Brigittát. Megparancsolja Christiannek és Gwennek, hogy szállítsák el úgy, hogy a tesók ne tudjanak róla. A veszély elmúltával, Dean megkapja a méreg ellenszerét, így hamar felépül.
Másnap Sam ismét megkéri bátyját, csatlakozzon hozzájuk, de ő nemet mond, inkább Lisa és Ben biztonságára ügyelne. Ellenben felajánlja öccsének az Impaláját, Sam azonban erre mond nemet, hiszen már van kocsija, amivel aztán el is hajt; egy fekete 2008-as Dodge Charger.

## Természetfeletti lények

### Dzsinnek
A dzsinnek olyan természetfeletti szörnyeteget, melyek az ember véréből élnek. Míg az áldozatot elfogja és fogyasztani kezdi, azt egy álomvilágba repíti. Ugyan emberként jelennek meg, egész testüket tetoválások borítják. Megölni őket bárányvérbe mártott, ezüst tőrrel lehetséges.

## Időpontok és helyszínek
- 2011. tavasza – Cicero, Indiana

## Zenék
- Bob Seger – Beautiful Loser

## Külső hivatkozások
- Supernatural-Exile on Main Street az Internet Movie Database oldalon (angolul)